# Bellona
Pour les articles homonymes, voir la Fondation Bellona ou l'ile Bellona de l'archipel des Salomon.
Pour la déesse, voir Bellone.
Bellona est une commune italienne de la province de Caserte dans la région Campanie en Italie.

## Administration
| Période                                  | Période | Identité | Étiquette | Qualité |
| ---------------------------------------- | ------- | -------- | --------- | ------- |
|                                          |         |          |           |         |
| Les données manquantes sont à compléter. |         |          |           |         |

### Hameaux
Triflisco

### Communes limitrophes
Camigliano, Capoue, Pontelatone, Vitulazio